# Lista procesorów Athlon X4

## Athlon X4"Propus" (C2, 45nm)
- Wszystkie modele wspierają: MMX, SSE, SSE2, SSE3, SSE4a, Enhanced 3DNow!, NX bit, AMD64 (implementacja x86-64), Cool'n'Quiet, AMD Virtualization

| Model          | Częstotliwość | Cache L2    | HT       | Mnożnik | Napięcie | TDP1) | Gniazdo    | Data wprowadzenia | Oznaczenie |
| -------------- | ------------- | ----------- | -------- | ------- | -------- | ----- | ---------- | ----------------- | ---------- |
| Athlon X4 605e | 2300 MHz      | 4 × 512 KiB | 2000 MHz | 11,5x   |          | 45 W  | Socket AM3 |                   |            |
| Athlon X4 605  | 2500 MHz      | 4 × 512 KiB | 2000 MHz | 12,5x   |          | 95 W  | Socket AM3 |                   |            |
| Athlon X4 615  | 2700 MHz      | 4 × 512 KiB | 2000 MHz | 13,5x   |          | 95 W  | Socket AM3 |                   |            |
| Athlon X4 630  | 2800 MHz      | 4 × 512 KiB | 2000 MHz | 14,0x   |          | 95 W  | Socket AM3 |                   |            |
| Athlon X4 635  | 2900 MHz      | 4 × 512 KiB | 2000 MHz | 14,5x   |          | 95 W  | Socket AM3 |                   |            |
| Athlon X4 990  | 3500 MHz      | 4 × 512 KiB | 2000 MHz | 17,5x   |          | 125 W | Socket AM3 |                   |            |

¹ – Thermal Design Power